# Tuzlai mészárlás

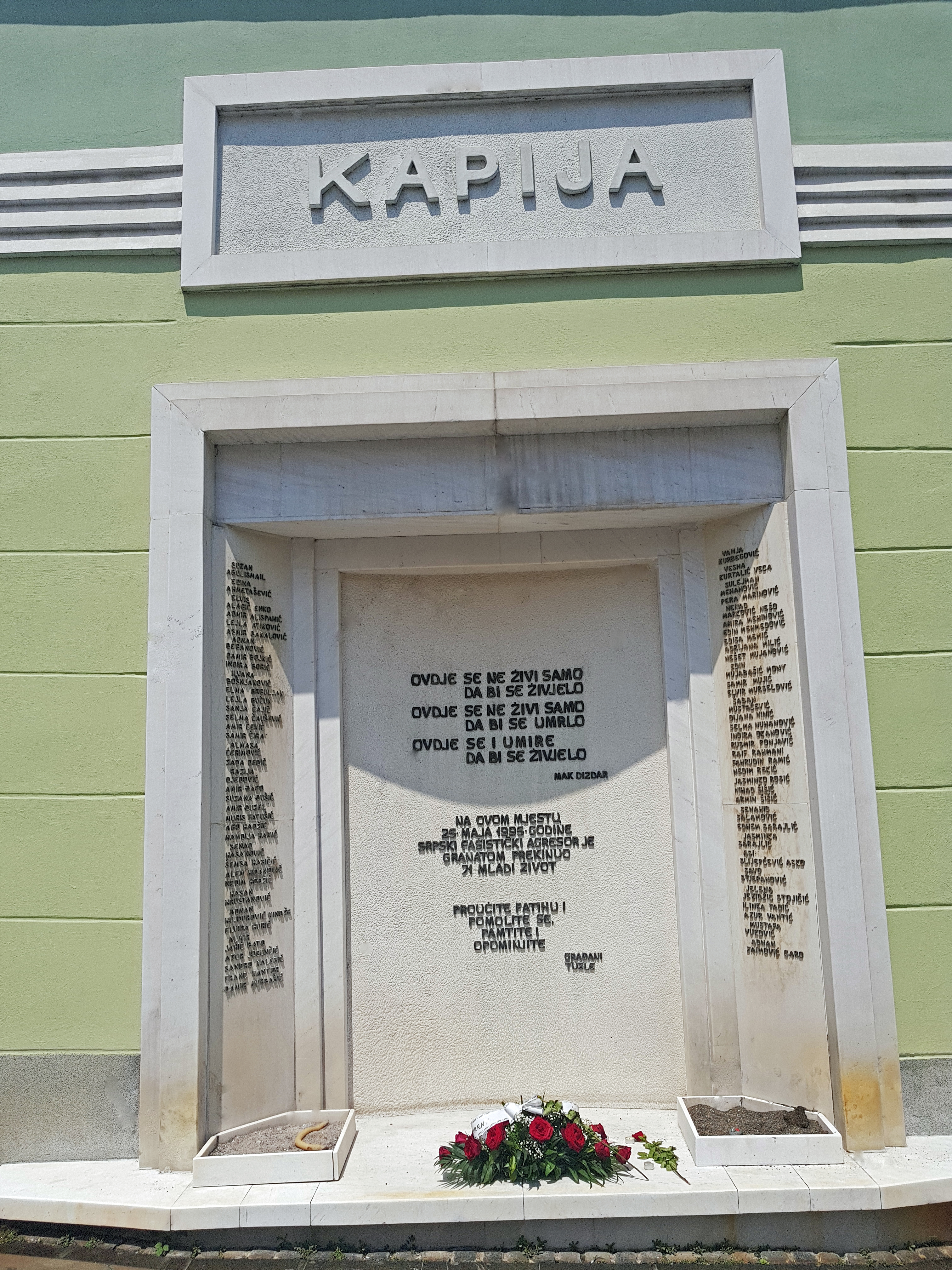
A mészárlás emlékműve

A tuzlai mészárlás a Boszniai Szerb Köztársaság hadseregének (VRS) 1995. május 25-én végrehajtott tüzérségi támadása volt a kelet-boszniai Tuzla városa ellen, amelynek 71 halottja és 240 sebesültje volt.

## Előzmények
Az 1990-es választásokon Tuzla városában a szociáldemokraták szerezték meg az irányítást, így ez volt az egyetlen olyan település Boszniában, ahol nem a nacionalista SDA volt hatalmon. Ennek ellenére Tuzla akkori polgármestere kinyilvánította, hogy támogatja az újonnan megalakult Bosznia-Hercegovina Köztársaságot. A városban haditanácsot állítottak fel, az ellenségeskedések kezdetén pedig többnemzetiségű rendőrséget és hadsereget alakítottak.
A boszniai polgárháború kezdetén a Jugoszláv Néphadsereg (JNA) csapatai még mindig a Tuzla központjában levő helyőrségi laktanyában tartózkodtak, és gyakorlatilag ostrom alatt álltak. 1992. május 15-én a tuzlai hatóságok beleegyeztek abba, hogy békés úton engedélyezik a JNA csapatainak kivonulását és a szomszédos Szerbiába távozását. A megállapodás szerinti kivonulás ellenére a kivonuló csapatok konvoját boszniai csapatok támadták meg, ami több mint 100 katona halálát okozta. Ezt az esetet követően a Boszniai Szerb Köztársaság hadseregének egységei a várostól keletre tüzérségi állásokat állítottak fel.

## A mészárlás
1995. május 25. és május 28. között a Boszniai Szerb Köztársaság Hadserege (VRS) a Tuzlától mintegy 25 km-re nyugatra fekvő Panjik falu közelében, az Ozren-hegyen levő állásaiból számos tüzérségi lövedéket lőtt ki Tuzlára. 1995. május 25-én (Tito marsall születésnapja és az ifjúság napja a volt Jugoszláviában) 20 óra 55 perckor egy 130 mm-es vontatott tüzérségi lövegből kilőtt nagy robbanóerejű repeszgránát robbant fel a Kapija téren található kávézóban. Ennek következtében 71 ember meghalt és 240 megsebesült. Az áldozatok mindegyike civil volt, többségük 18–25 év közötti fiatal.
Selim Bešlagić tuzlai polgármester még aznap felhívást intézett az Egyesült Nemzetek Szervezetének Biztonsági Tanácsához, amelyben a VRS-t „fasisztának” nevezte, és sürgette, hogy „az Isten és az emberiesség nevében végre vessék be az erőiket.” Május 25-én és 26-án a tilalmi zónák megsértése és az ENSZ biztonsági övezeteinek ágyúzása után a NATO légicsapásokat intézett a VRS Paléban levő lőszerraktárai ellen.
Az áldozatok temetésére négy nappal később, hogy elkerüljék a további ágyúzást, hajnali 4 órakor került sor. A 71 áldozatból 51-et együtt temettek el a háborús emlékpark temetőjében.
Tuzla önkormányzata egy kis emlékmúzeumot nyitott a Kapija közelében, ahol az 1995. május 25-i mészárlásról és annak 71 áldozatáról emlékeznek meg, a megállapított tények, köztük a Balkan Investigative Research Networknak köszönhetően tárgyalás összes dokumentuma alapján.

## Következmények

### Az elkövetők felelősségre vonása
Novak Đukićot, a VRS egykori tisztjét 2007. november 7-én tartóztatták le Banja Lukában. A támadás idején Đukić az Ozren taktikai csoport parancsnoka volt. Pere 2008. március 11-én kezdődött. 2009. június 12-én a bosznia-hercegovinai bíróság bűnösnek találta Đukićot, és 25 év börtönbüntetésre ítélte. 2010. szeptember 10-én a fellebbviteli testület, mint megalapozatlant elutasította Đukić fellebbezéseit, és teljes egészében helybenhagyta a 2009. június 12-iki elsőfokú ítéletet.
Đukićot 2014 februárjában engedték szabadon, miután a bosznia-hercegovinai alkotmánybíróság a törvény helytelen alkalmazása miatt érvénytelenített egy sor ítéletet (Maktouf-Damjanovic-ügy). Egy új perben 2014 júniusában ismét 20 év börtönbüntetésre ítélték. Đukić megszökött, és Szerbiában telepedett le, amely ország állampolgárságát is megszerezte. 2014 októberében elfogatóparancsot adtak ki ellene, eredménytelenül. Ezt követően Bosznia-Hercegovina felkérte Szerbiát, hogy az igazságügyi együttműködésről szóló meglévő jegyzőkönyvek alapján Szerbiában hajtsa végre a Đukić elleni jogerős ítéletet.
A szerbiai eljárások csak 2016 februárjában kezdődtek. Đukić védelme az eljárást arra használta fel, hogy kijelentse ártatlanságát, és új revizionista elméleteket terjesztett a tuzlai kapijai mészárlásáról. Đukić azzal is késleltette a tárgyalást, hogy állítólagos egészségügyi okok miatt nem vett részt a meghallgatásokon (kórházi elhelyezés a Katonaorvosi Akadémián). 2018-ban a szakértők azt állították, hogy Đukić átmenetileg cselekvőképtelen volt, és további egy évvel elhalasztották a tárgyalást.
Az EU-csatlakozási tárgyalások 23. fejezetére vonatkozó, 2016-os uniós időközi referenciaértékek szerint Szerbiától elvárható, hogy „érdemes regionális együttműködést és jószomszédi kapcsolatokat alakítson ki a háborús bűnök kezelése terén azáltal, hogy elkerüli a joghatósági összeütközéseket, és biztosítja, hogy a háborús bűnöket minden megkülönböztetés nélkül üldözzék. . Az ezzel kapcsolatos valamennyi fennálló kérdést maradéktalanul meg kell oldani.”

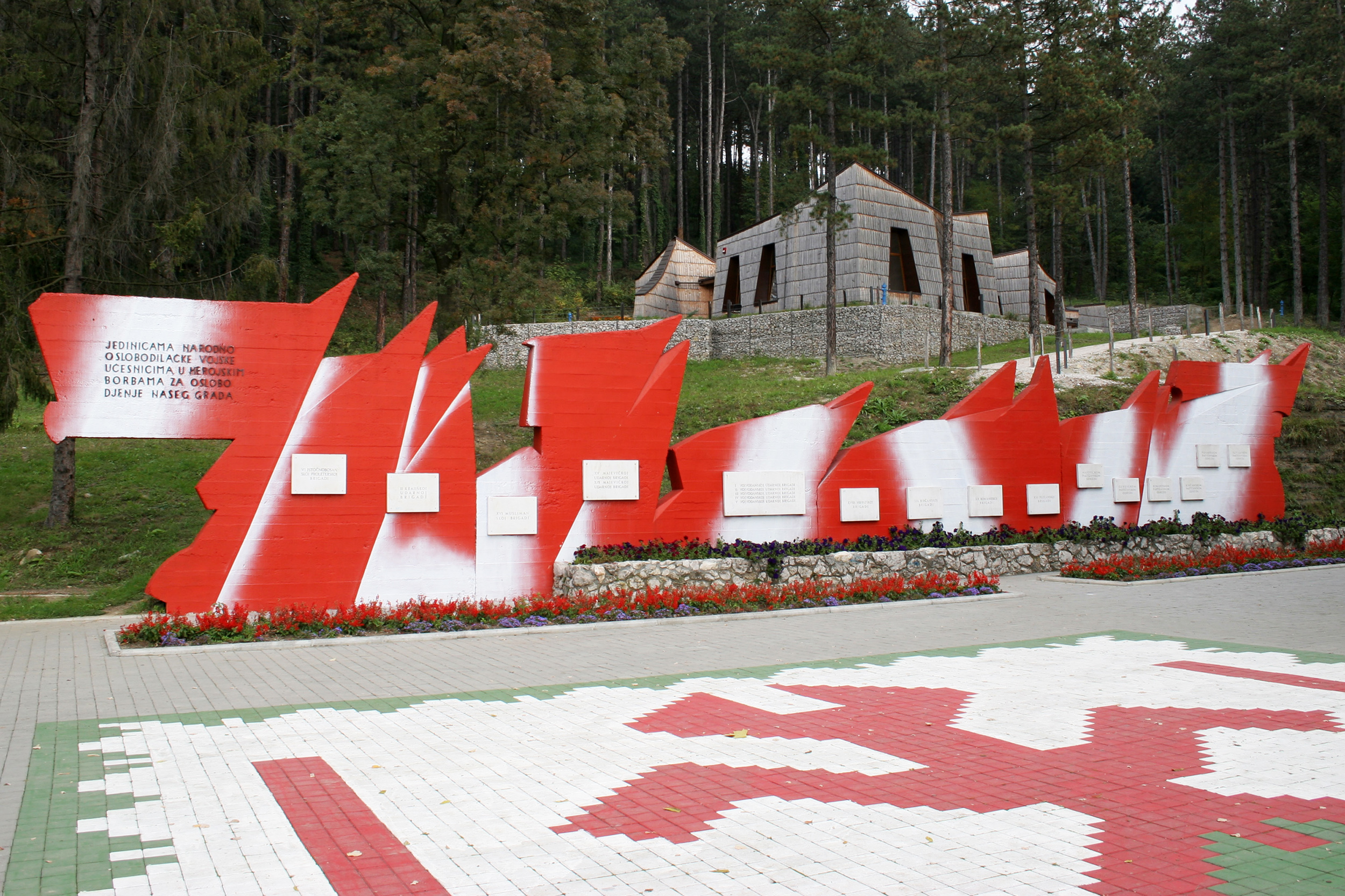
A Tuzlai mészárlás emlékkomplexuma

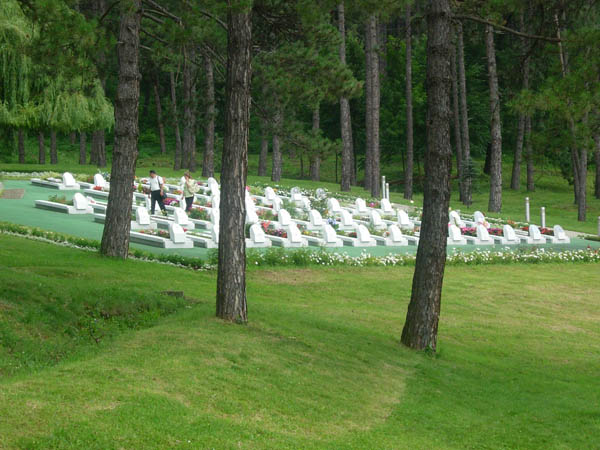
A slana banjai emlékkomplexum

### Kisérletek az események revíziójára
2009-ben Milorad Dodik, a Boszniai Szerb Köztársaság miniszterelnöke kijelentette, hogy a mészárlás megrendezett volt, egyúttal megkérdőjelezte a szarajevói markalei mészárlásokat is. A tuzlai önkormányzat a kijelentések miatt vádat emelt Dodik ellen. Szarajevó városa a hatalommal való visszaélés, valamint etnikai, faji és vallási gyűlölet szítása miatt emelt vádat Dodik ellen. A főképviselő hivatala közölte, hogy Dodik tagadta az elkövetett háborús bűnöket, és kijelentette, hogy „amikor az ilyen elferdített tények egy magas felelősséggel rendelkező tisztviselőtől származnak, olyan tisztviselőtől, aki köteles megtartani a daytoni békeszerződést és együttműködni a hágai bírósággal, akkor különösen felelőtlenek, és nemcsak a jogállamiság fenntartásáért felelős intézményeket ássák alá, hanem magának az egyénnek a hitelességét is”.
2019 márciusában a Večernje Novosti című szerb bulvárlapnak adott interjújában Đukić azt állította, hogy „megérdemli, hogy a nevét a tuzlai emlékműre felírják”, és a támadást egy „hét iszlám terrorista” által elrejtett bomba okozta. A revizionista kijelentésekről beszámoló Radio Televizija Republike Srpske (RTRS) közszolgálati csatornát később a Bosznia-Hercegovinai Kommunikációt Szabályozó Ügynökség a „méltányosság és pártatlanság”, valamint „a magánélet védelme” megsértése miatt 6000 eurós pénzbírsággal sújtotta. Az RTRS 2019 májusában ismét megismételte revizionista álláspontját Đukić ártatlanságáról.
2019 novemberében Đukić részt vett Ilija Branković revizionista regényének, a „Tuzla kapuja – megrendezett tragédia” című filmnek a Szerb Védelmi Minisztérium által szervezett népszerűsítésében, amelyet a szerb hadsereg belgrádi csarnokának kongresszusi termében tartottak. Dunja Mijatović, az Európa Tanács emberi jogi biztosa bírálta a könyv népszerűsítését, és kijelentette, hogy a könyv „meghamisította az 1995-ben Bosznia-Hercegovinában történt bűncselekmény tényét”. A könyv népszerűsítését elítélte Šefik Džaferovića, a bosznia-hercegovinai elnökség tagja, Tanja Fajon, Szerbia Stabilizációs és az Európai Unióhoz való Társulása Európai Parlamenti Bizottságának elnöke és a Szerbiai Ifjúsági Kezdeményezés az Emberi Jogokért is. A könyvet Kruševacban 2020. január 17-én és 2020. február 20-án Kraljevóban ismét népszerűsítették.

## Fordítás
- Ez a szócikk részben vagy egészben  a(z)    25 May 1995 Tuzla massacre című angol Wikipédia-szócikk ezen változatának fordításán alapul.  Az eredeti cikk szerkesztőit annak laptörténete sorolja fel. Ez a jelzés csupán a megfogalmazás eredetét és a szerzői jogokat jelzi, nem szolgál a cikkben szereplő információk forrásmegjelöléseként.